# Református templom (Jósvafő)

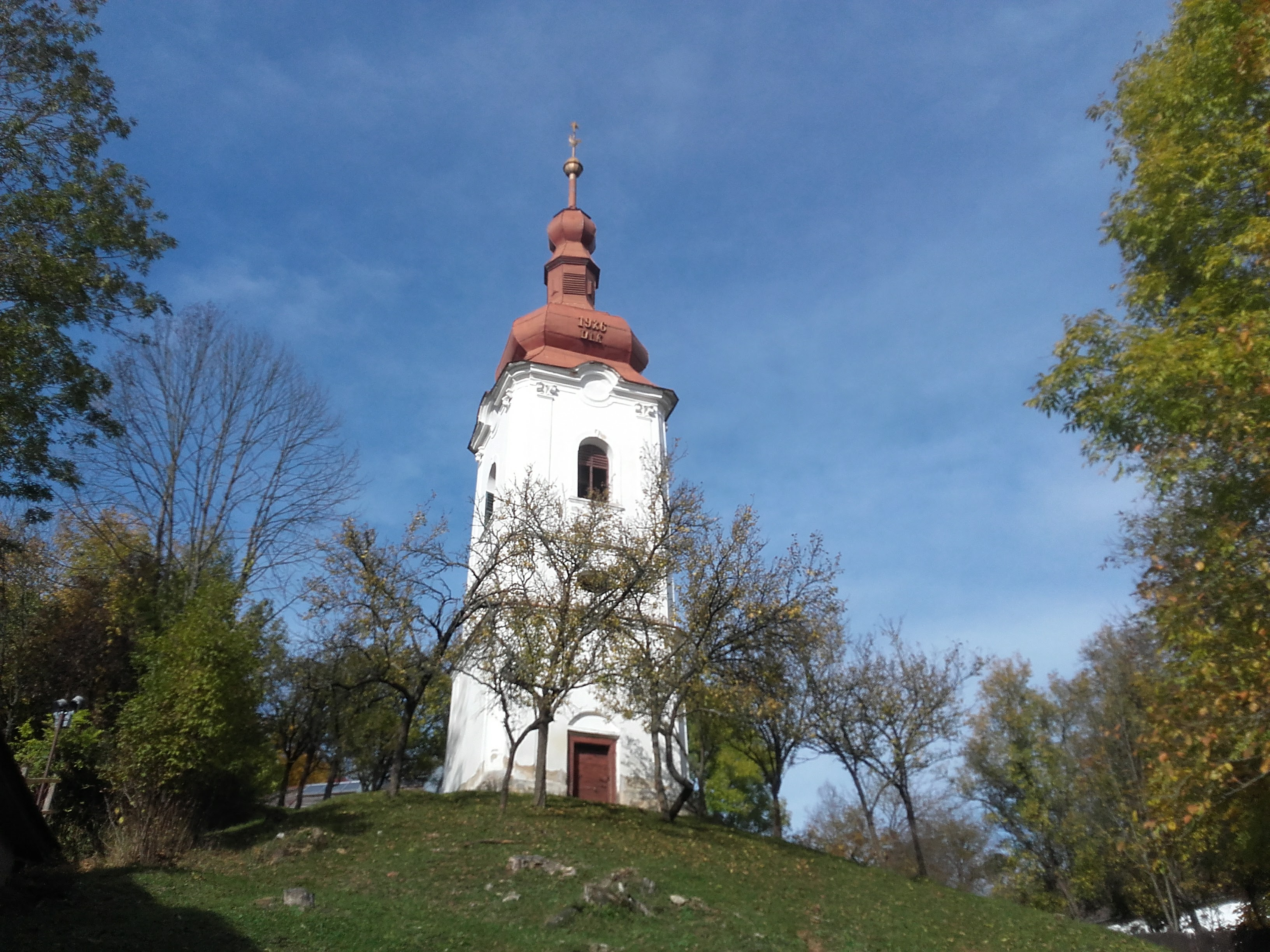
A harangtorony 2017-ben

A református templom Jósvafő legrégibb, fennmaradt épülete.

## Története
A Jósva-völgy és a Kecső-völgy közötti domboldalban álló, torony nélküli, kontytetős templom nyugati része 11. századi; az 1700-as években kétszer átépítették. Mai alakját 1793-94-ben kapta, amikor kelet felé megnagyobbították. 1926-ban újra fel kellett újítani. Kazettás mennyezetét az Országos Műemlékvédelmi Hivatal 1996–97-ben restauráltatta.

## Az épület
A téglalap alaprajzú, egyhajós templom déli oldalán két bejárati előteret alakítottak ki. Tőle mintegy 50 m-re áll a 18. század végén épült, három szintes, párkányokkal tagolt, 22 m magas, késő barokk külsejű harangtorony, amit a korább, fa harangláb helyén 1851-ben építettek. Párnás sisakján az 1926-os évszám a legutóbbi renoválásra, az NDF felirat Nemes Deli Ferenc kurátorra emlékeztet. Hajdan három harangja volt; ezek közül egy maradt meg: a 180 kg-os harangot 1882-ben, Budapesten öntötték Pozdech József utódai: Thury János és Kotsis Imre.
Részben még áll a középkori, lőréses körítőfal, aminek keleti kapuját helyreállították.
A torony mögötti domboldalon van a faragott fejfáiról nevezetes református temető.

## Belső berendezése
A 7 m * 21 m-es templomhajót kazettás, festett famennyezet díszíti. 84 táblás nyugati része 1774-ben, az egyszerű medallionos díszítésű keleti fele (42 tábla) 1794-ben készült. Az egyik tábla felirata: „Bede Pál Asztalos Legény Bányai Mihály Inas Tóth István” (A feliraton említett Bede Pál innen viszonylag messze, a Heves vármegyei Átány községben is dolgozott. A léckeretek csíkozottak, a medallionok keretei rozsdavörösek, belső festésük kék-fehér, közepükben vöröses színű, ötszirmú virág. Az ugyancsak festett berendezés (szószékkorona, Mózes-szék, 6 festett padelő, nyugati és keleti, egyszerű édenkerti jelenettel díszített karzat) 1792-ben készült.
Az értékesebb kegytárgyak:
- kehely és tányér 1672-ből,
- aranyozott kanna 1676-ból.